# آی فوکوهارا
آی فوکوهارا (انگلیسی: Ai Fukuhara؛ زادهٔ ۱ نوامبر ۱۹۸۸) یک تنیس‌باز روی میز اهل ژاپن است.
وی در مسابقات کشوری و بین‌المللی در مجموع برنده ۴ مدال نقره، ۱۴ مدال برنز شده‌است.